# آرتور فینیکس
آرتور فینیکس (انگلیسی: Arthur Phoenix; ۵ مارس ۱۹۰۲[a] – ۳ آوریل ۱۹۷۹) بازیکن فوتبال اهل بریتانیا بود.
از باشگاه‌هایی که در آن بازی کرده‌است می‌توان به باشگاه فوتبال گلوسوپ نورث اند، باشگاه فوتبال منزفیلد تاون، باشگاه فوتبال بث سیتی، باشگاه فوتبال بارنزلی، باشگاه فوتبال تورکی یونایتد، باشگاه فوتبال استون ویلا، باشگاه فوتبال اکستر سیتی، و باشگاه فوتبال بیرمنگام سیتی اشاره کرد.